# VHS Witten/Wetter/Herdecke
Die VHS Witten/Wetter/Herdecke ist die gemeinsame Volkshochschule der Städte Witten, Wetter und Herdecke.

## Geschichte

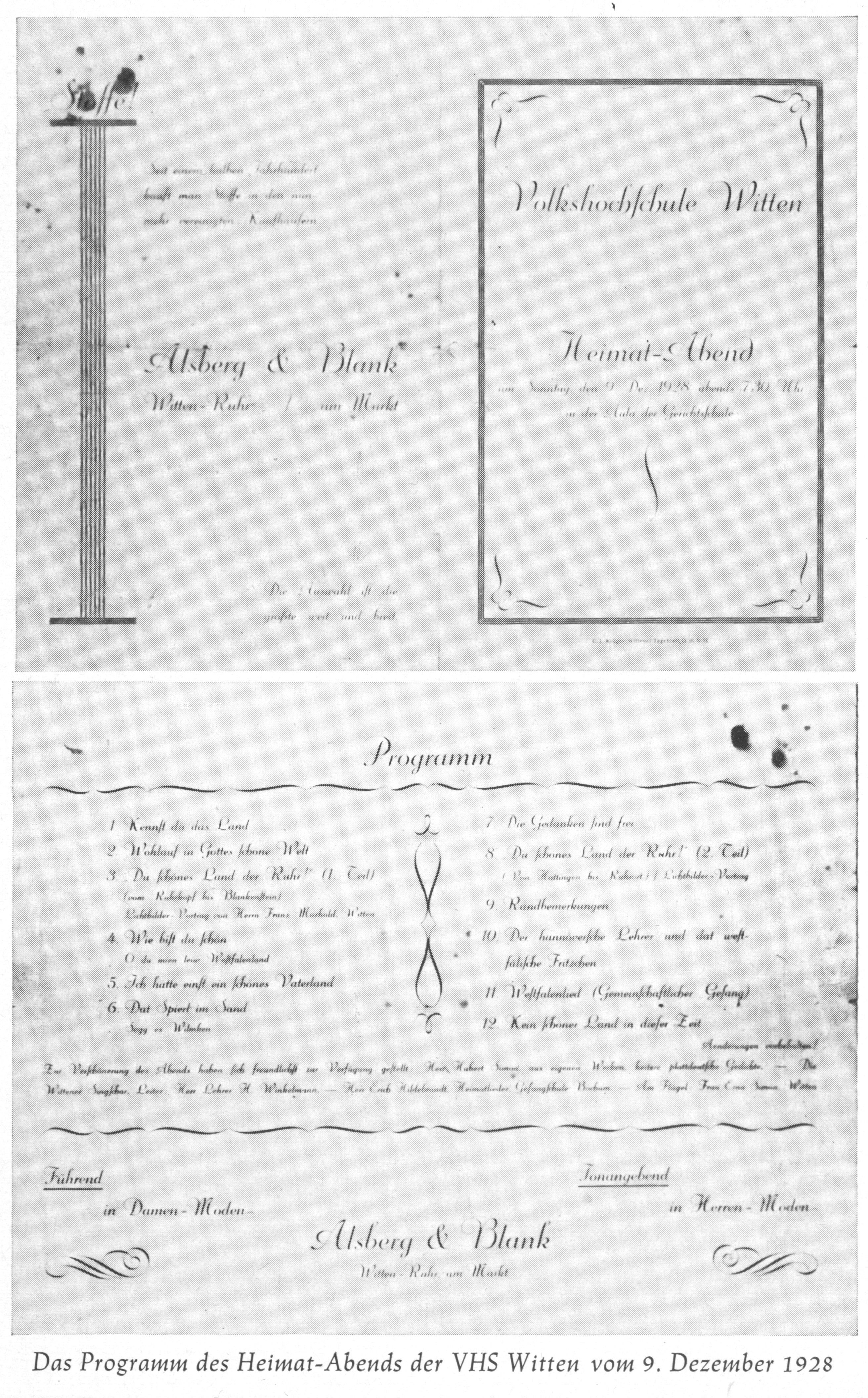
Programm des Heimat-Abends der VHS Witten vom 9. Dezember 1928; Sponsor war das später „arisierte“ Kaufhaus Alsberg & Blank

Die Volkshochschule Witten wurde 1919 in der Aula der Gerichtsschule gegründet. In den 1920er Jahren zahlte die Stadt Witten der vereinsgetragenen VHS jährliche Zuschüsse. Anfang der 1930er Jahre musste die Stadt aufgrund der Weltwirtschaftskrise diese Zahlungen einstellen und so fand 1933 die vorerst letzte Lehrveranstaltung der VHS Witten statt. Während der Zeit des Nationalsozialismus ruhte der VHS-Betrieb. 1946 wurde die VHS wiedergegründet. 1963 bezog die VHS die Villa Friedrich Lohmann sen. als VHS-Haus. 1964 übernahm die Stadt Witten die Trägerschaft der VHS Witten vom Volkshochschulverein.

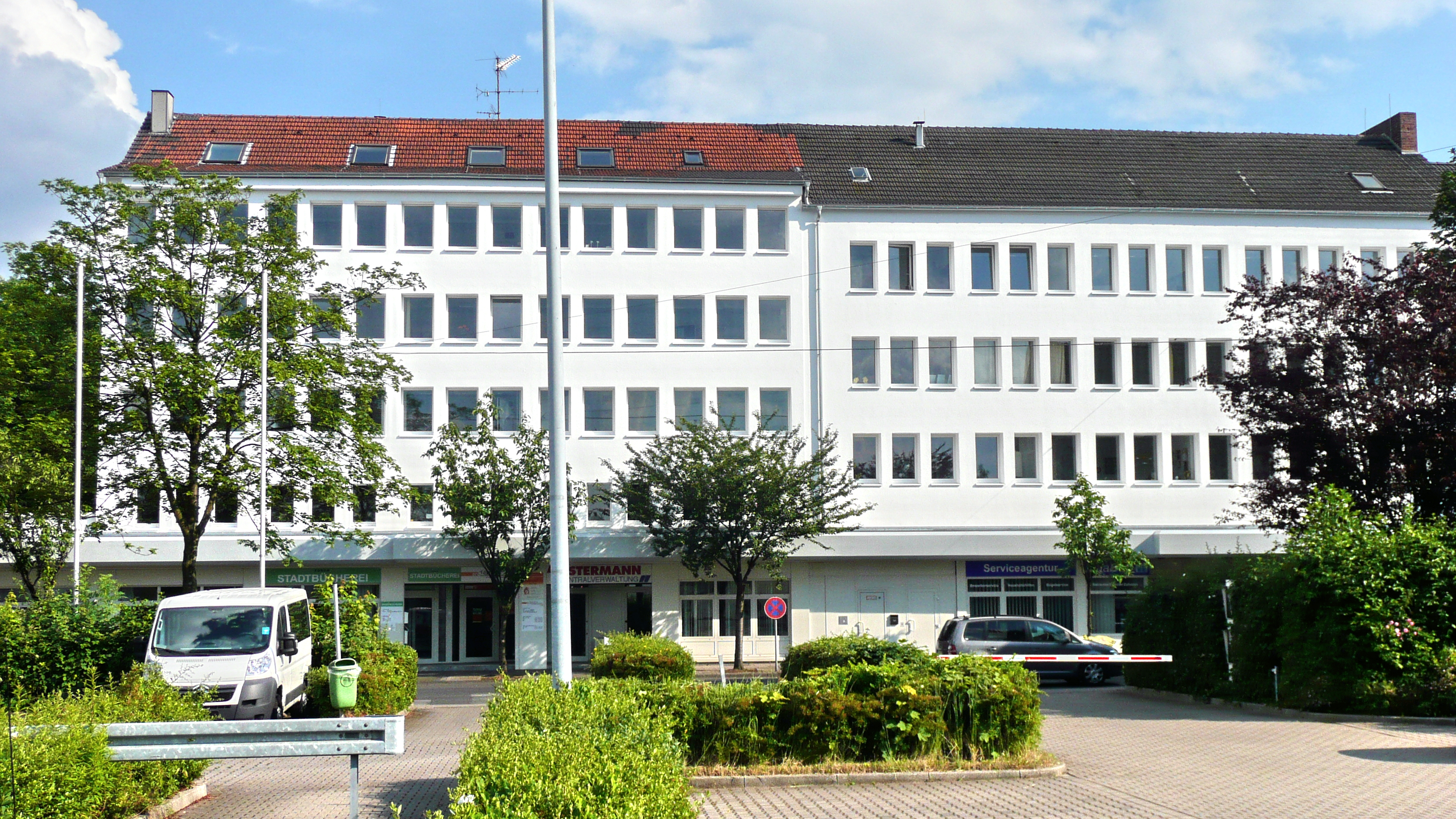
Hauptverwaltung und Seminarzentrum in Annen

1977 fusionierten die Volkshochschule Witten, die 1974 gegründete Volkshochschule Wetter und die 1948 gegründete Volkshochschule Herdecke zum Volkshochschulzweckverband Witten/Wetter/Herdecke. Seit Mitte der 1990er Jahre nutzt die VHS ehemalige Räumlichkeiten des Möbelhauses Ostermann in Annen als Seminarzentrum, in die 2011 auch die Geschäftsstelle aus dem Haus Witten umzog. Ende 2007 beschloss die VHS die Gründung einer gemeinnützigen GmbH.

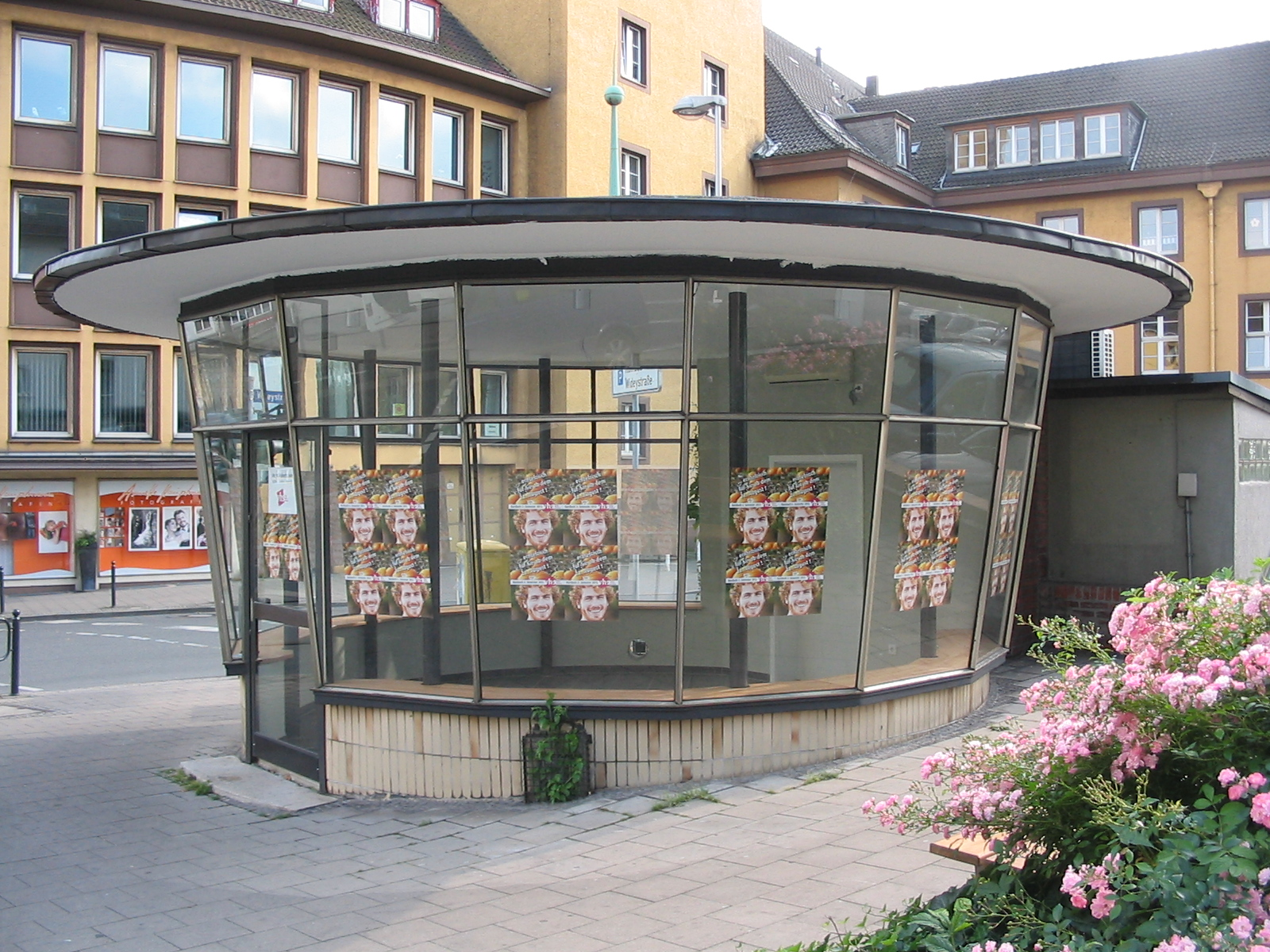
Verkaufsstelle und Veranstaltungsort der VHS in der Innenstadt in einem denkmalgeschützten Rundkiosk

Sonja Leidemann, zwischen 2004 und Oktober 2020 Bürgermeisterin von Witten, war 1998–2004 Leiterin der VHS Witten/Wetter/Herdecke.

## Öffentlich geförderte Beschäftigung
In Kooperation mit der Qualifizierungs- und Beschäftigungsgesellschaft der Diakonie Ennepe-Ruhr/Hagen (QuaBeD) betreibt die VHS zwei Betriebe im öffentlich geförderten Beschäftigungssektor, den Secondhandladen Tragbar und den Secondhand-Baumarkt Cap Baumarkt.